# Nikolaus Gerhaert
Nikolaus Gerhaert, ook genoemd Niclas Gerhaert van Leyden (ca..1420/'30 - 1473; actief van ca. 1450 tot 1473) was een begaafd houtsnijder en beeldhouwer met een internationale carrière. Zijn naam suggereert dat hij afkomstig was uit de Noordelijke Nederlanden, maar zijn opleiding kreeg hij vermoedelijk in Bourgondische streken, in een werkplaats waar de monumentale grandeur van Claus Sluter de maatgevende stijl was; verbanden met Nederlandse kunstenaars rond Jan van Eyck en Rogier van der Weyden zijn omstreden. Zijn werk onderscheidt zich door de grote originaliteit, de uitbundige behandeling van kledingpartijen en het verfijnde uitdrukkingsvermogen van het innerlijke leven van de geportretteerde figuren. Bovendien is Nicolaus Gerhaert een van de eerste beeldhouwers die verminkten of melaatsen uitbeeldde. Hij werkte in zowel hout als steen.

## Leven
Gerhaert werd waarschijnlijk in de jaren 1420 geboren in Leiden. Afgaande op de plaatsen die genoemd worden in de beschrijvingen van zijn werk, verbleef en werkte hij het grootste deel van zijn leven in Duitse streken, Lotharingen en de Elzas. In 1462 signeerde hij de graftombe van Jacob von Sierck, de aartsbisschop van Trier, nicola[us] gerardi de Leyd[en] [ex]egit, een werk dat opvalt om de geraffineerde verdeling van de volumes. Het graf raakte in verval en alleen de grafplaat bleef behouden. Een document uit 1464 noemt een claes [G]erhaert.soen te Straatsburg. Ook heeft hij sporen nagelaten in Konstanz, waar hij mogelijk de beelden in het voorportaal van de kathedraal schiep, maar deze opdracht door onenigheid over de betaling voortijdig verliet. De werken hebben het iconoclasme niet overleefd. Een bijzonder voorbeeld van zijn artistieke werk is het stenen kruisbeeld uit 1467, oorspronkelijk bedoeld voor het kerkhof van de stadskerk van Baden-Baden, maar dat zich sinds 1967 binnen die kerk bevindt. 
Keizer Frederik III van het Heilige Roomse Rijk ontbood hem in 1467 naar Wenen voor de uitvoering van een ongekend groots kunstwerk. Tot aan zijn dood werkte hij aan Frederiks grafmonument dat staat opgesteld in het zuidelijk koor van de Stephansdom. Het geheel weegt 8 ton en is uitgevoerd in marmer uit Adnet, dat bekendstaat als een zeer moeilijk te bewerken materiaal. Mogelijk werden voorbereidende werkzaamheden in een atelier in Passau verricht. In Wiener Neustadt werkte hij hierbij samen met bouwmeester Peter von Pusica. In 1513 werd de laatste hand gelegd aan de sarcofaag. Dit gotische pronkstuk geldt als een van de belangrijkste beelden uit de Late Middeleeuwen.
Aangezien hij zijn magnum opus onvoltooid heeft gelaten en er geen verdere gegevens zijn van na 1473, wordt aangenomen dat Gerhaert in dat jaar overleed, volgens een onderzoeker op 28 juni in Wiener Neustadt.
 Over een echtgenote is niets bekend, wel zou hij twee kinderen hebben achtergelaten. Een vermelding in het Straßburger Bürgerbuch van 1489, "item Peter Gerhart meister Niclaus des bildehouwers seligen sun, hat das burgreht abgeseit", wordt bevestigd door latere sporen van een zoon Peter in Baden-Baden.
 Zijn dochter Apollonia huwde met Georg Schongauer, broer van de edelsmid Martin Schongauer en bleef wonen in het atelier in Straatsburg.

## Invloed
Van zijn eigen persoonlijk leven zijn weinig gegevens overgeleverd, maar hij wordt gezien als de meest invloedrijke beeldend kunstenaar uit de tweede helft van de 15e eeuw in de Europese Noordelijke renaissance. Zijn eigenzinnige beelden inspireerden een nieuwe generatie kunstenaars, onder wie Niklaus von Hagenau, Erasmus Grasser, Michel Erhart, Tilman Riemenschneider en Veit Stoss.

## Werken
Werken die aan Nicolaus von Leyden worden toegeschreven, zijn te bezichtigen in verschillende kerken in het zuiden van Duitsland, en verschillende musea in Berlijn, Frankfurt, Straatsburg en New York.
Een van zijn bekendste werken is een buste in rood zandsteen van een man die leunt op zijn elleboog, gedateerd voor 1467, te bezichtigen in het Musée de l'Oeuvre de Notre Dame bij de kathedraal van Straatsburg. Naar verluidt is het een zelfportret.

Werken die aan Nicolaus Gerhaert zijn toegeschreven die publiekelijk te zien zijn, zijn de volgende:
In Duitsland
- Baden-Baden, stadskerk: Kruisigingsbeeld van Baden-Baden, 1467[9]
- Berlijn, Bode-museum: Madonna met kind, circa 1460/1470
- Frankfurt, Liebieghaus: Twee hoofden, van een profeet en een sibylle, fragmenten van het portaal van de kanselarij van Straatsburg
- Trier, Museum am Dom Trier: Grafplaat aartsbisschop Jakob von Sierck, 1462

In Oostenrijk
- Wenen, Stephansdom: Graftombe van keizer Frederick III

In Frankrijk
- Straatsburg, Kathedraal van Straatsburg, kapel aan de linkerzijde van het koor: Epitaaf van canon Conrad de Bussnang, 1464[10]
- Straatsburg, Musée de l'Œuvre Notre-Dame:
  - Hoofd van een ottomaan in tulband, circa 1464
  - Mediterende man, voor 1467
  - Hoofd van een man met gezichtsverminking, rode zandsteen

In de Verenigde Staten
- New York, Metropolitan Museum of Art: Staande madonna met kind, circa 1470[11]
- Chicago, Art Institute of Chicago: Saint Margaret of Antioch (toegeschreven), walnoot met sporen van polychromering, circa 1465

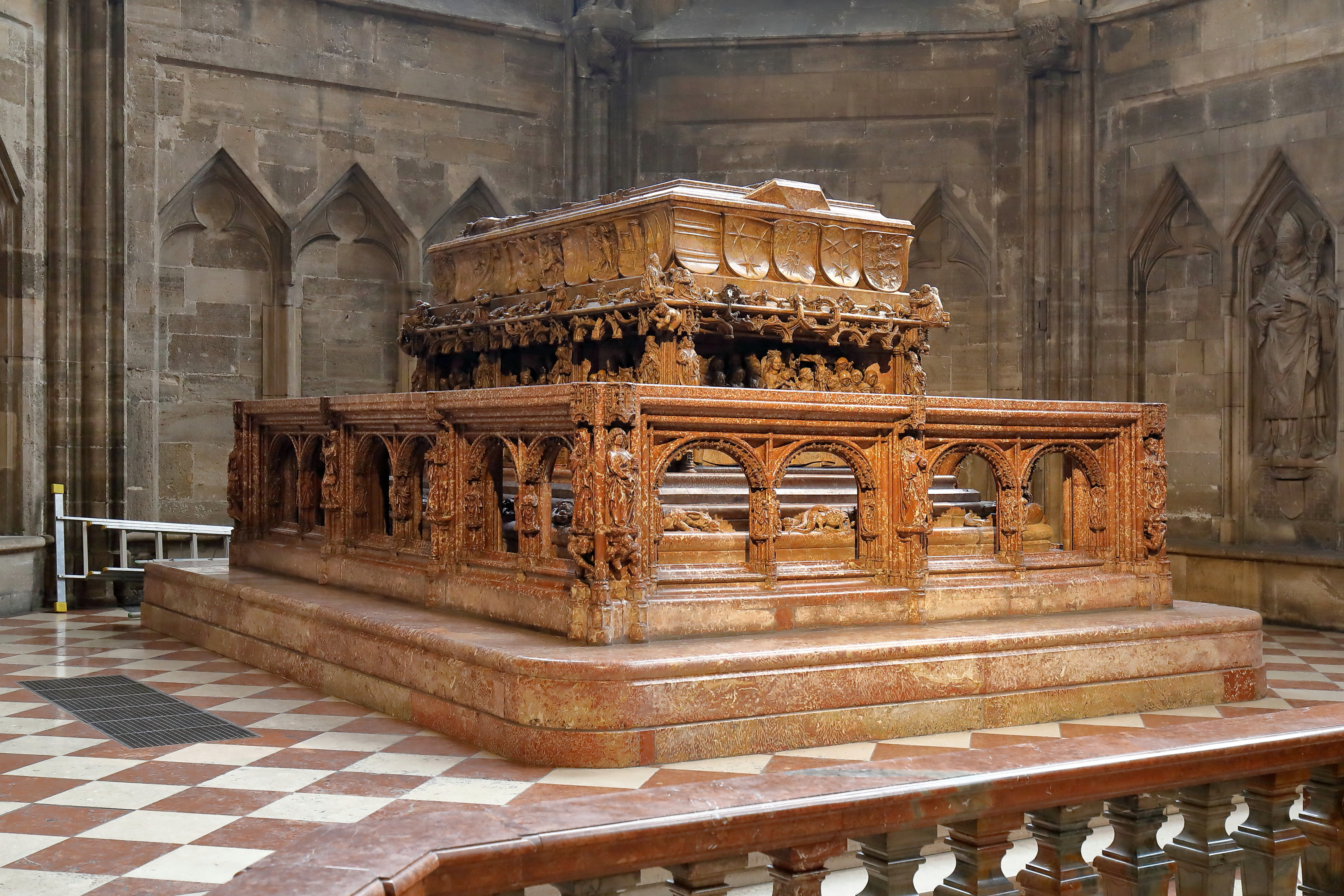
Praalgraf van keizer Frederick III in St. Stephen's kathedraal in Wenen

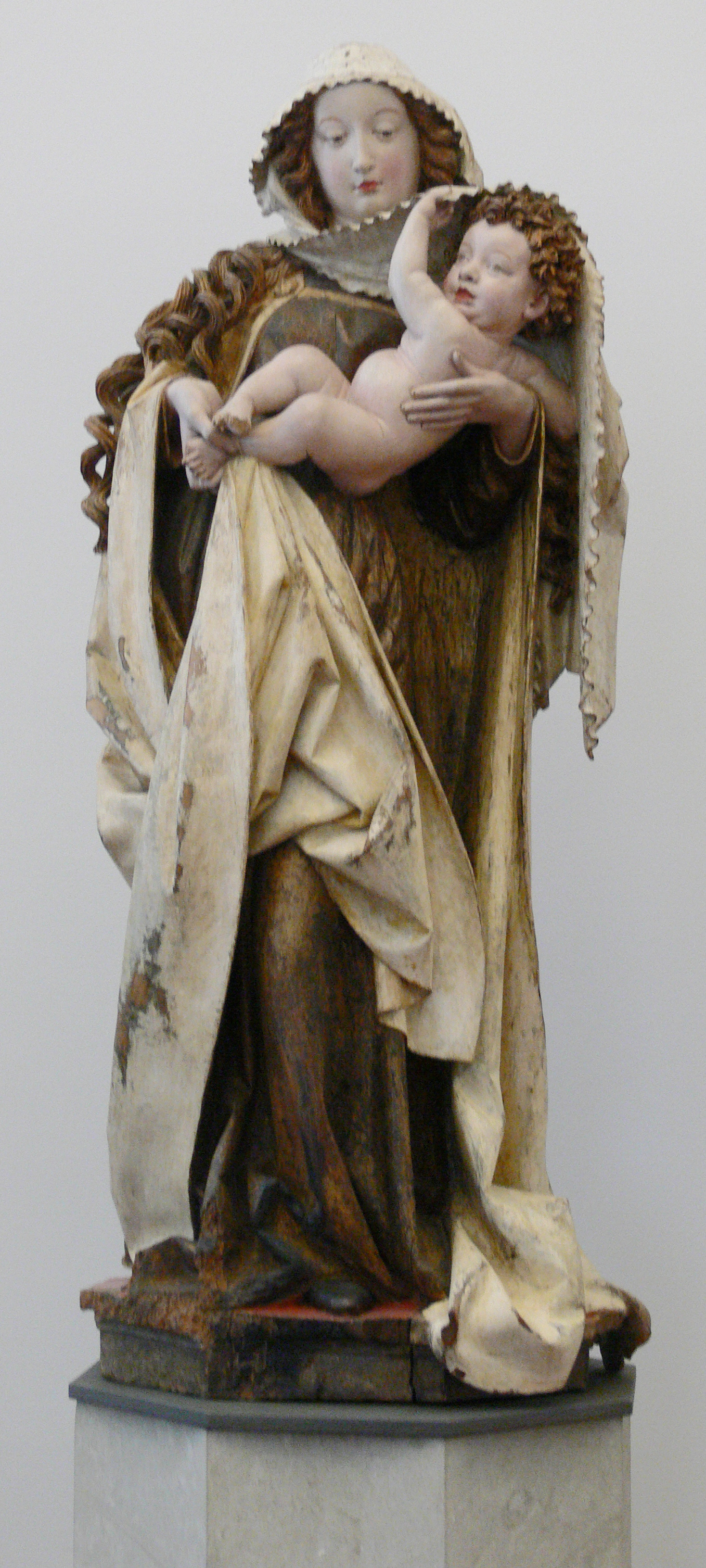
Madonna met kind, circa 1460/1470, notenhout, 102 cm, met resten van originele kleuren, vermoedelijk voor de Kartäuserkirche in Straatsburg. Gerestaureerd in 1989, thans in het Bode-Museum.

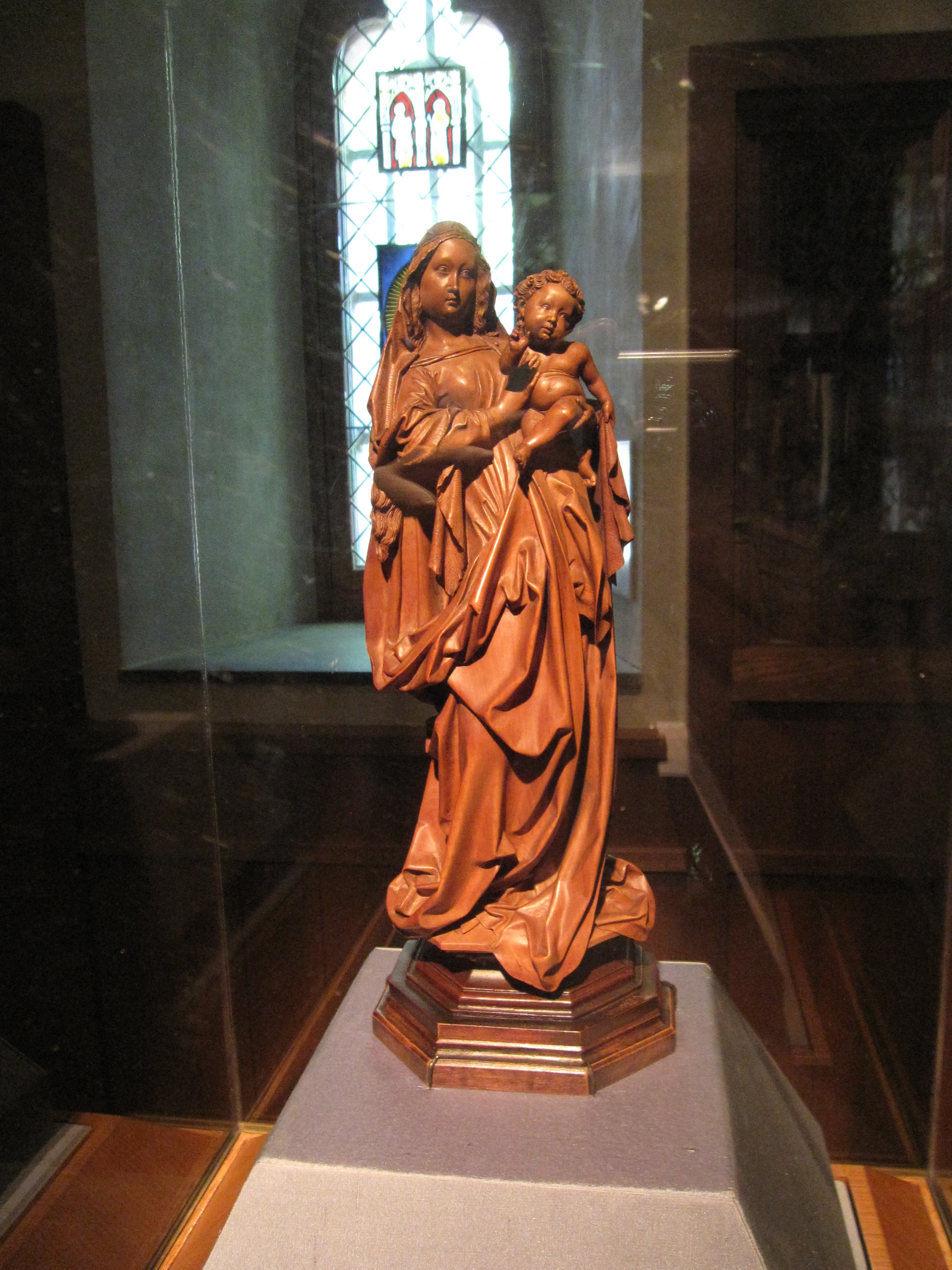
Staande Madonna met kind

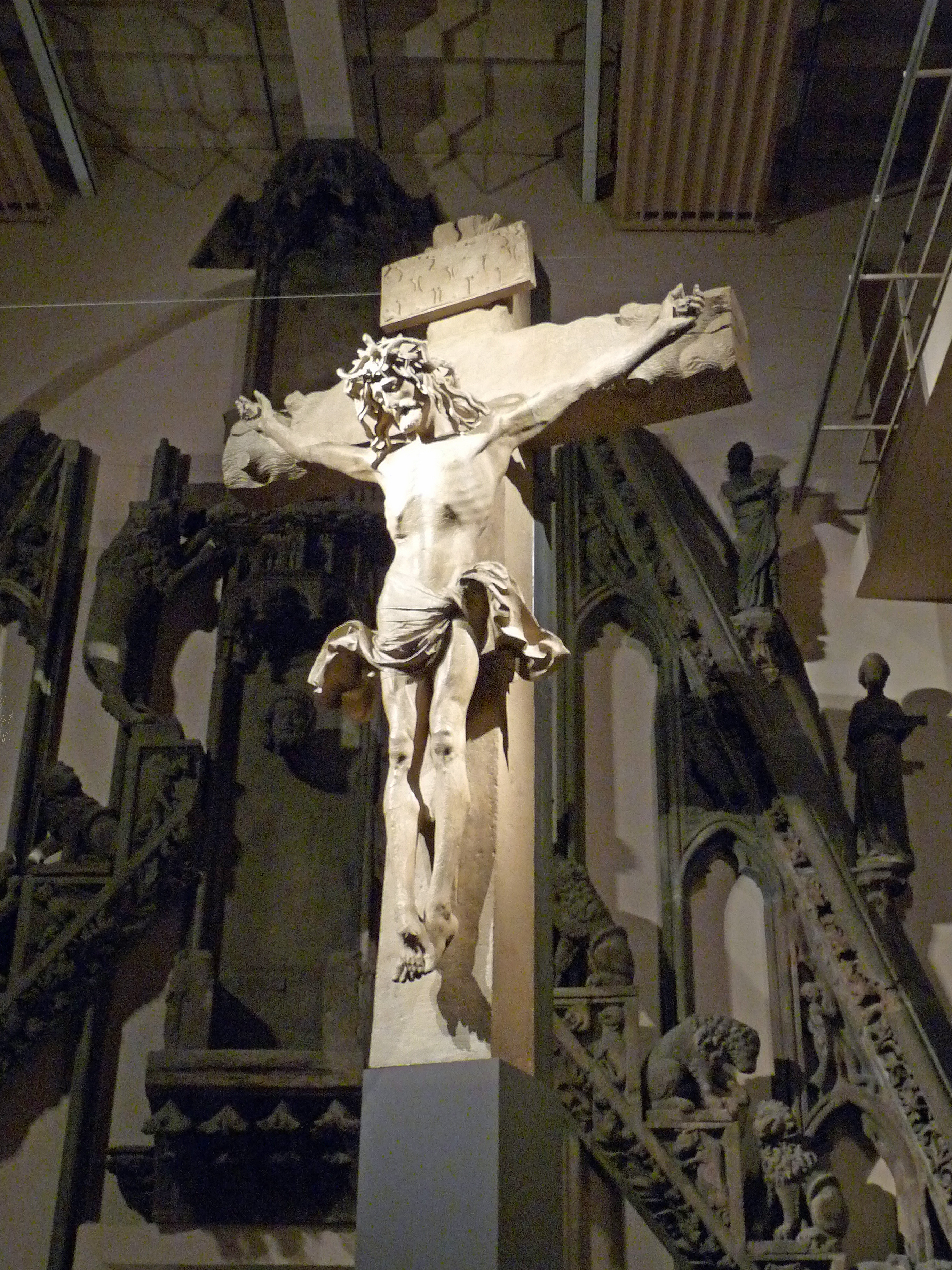
Kruisigingsbeeld te Baden-Baden, 1467.

- Biblioteca Nacional de España: XX5256119
- Bibliothèque nationale de France: cb120923118 (data)
- Biografisch Portaal: 23807952
- Gemeinsame Normdatei: 118690701
- International Standard Name Identifier: 0000 0000 8909 156X
- Library of Congress Control Number: n86055259
- Nationale Bibliotheek van Israël: 987007280124405171
- Nationale Bibliotheek van Polen: a0000003356950
- Nederlandse Thesaurus van Auteursnamen: 070843414
- RKD-Nederlands Instituut voor Kunstgeschiedenis: 114546
- Système universitaire de documentation: 029257727
- Union List of Artist Names: 500054680
- Virtual International Authority File: 96422957
- WorldCat: E39PBJwxGG6XVWXCCgKxcwqmh3